# Joseph Egbert
Joseph Egbert (* 10. April 1807 bei Bull Head, New York; † 7. Juli 1888 bei New Dorp, New York) war ein US-amerikanischer Politiker. Zwischen 1841 und 1843 vertrat er den Bundesstaat New York im US-Repräsentantenhaus.

## Werdegang
Joseph Egbert wurde ungefähr fünf Jahre vor dem Ausbruch des Britisch-Amerikanischen Krieges bei Bull Head geboren. Er besuchte Gemeinschaftsschulen und war danach in der Landwirtschaft tätig. Politisch gehörte er der Demokratischen Partei an. Bei den Kongresswahlen des Jahres 1840 wurde er im zweiten Wahlbezirk von New York in das US-Repräsentantenhaus in Washington, D.C. gewählt, wo er am 4. März 1841 die Nachfolge von James De La Montanya antrat. Da er im Jahr 1842 auf eine erneute Kandidatur verzichtete, schied er nach dem 3. März 1843 aus dem Kongress aus. Danach nahm er wieder seine Tätigkeit in der Landwirtschaft auf. Er war in den Jahren 1855 und 1856 als Town Supervisor von Southfield tätig und vier Jahre nach dem Ende des Bürgerkrieges als Stadtschreiber (county clerk) von Richmond County. Er starb am 7. Juli 1888 bei sich zuhause bei New Dorp und wurde auf dem Moravian Cemetery beigesetzt.